# Papa Marcel
Dvoje papa su nosili ime Marcel:
- Marcel I. (308. – 309.)
- Marcel II. (1555.)